# Hilda Vera
Hilda Vera, (Caracas, Venezuela, 27 de mayo de 1923 - Ibidem, 1 de febrero de 1988) fue una primera actriz de cine, televisión y teatro venezolana pionera de la Televisión en Venezuela. estuvo casada en los años 50 con el actor Luis Salazar con quien tuvo dos hijos (Tony y Andreína) y se divorció en los años 60. Ambos protagonizaron incontables radionovelas y telenovelas.
Hilda Vera quedó inmortalizada en la pantalla del cine nacional e internacional, pasó a la historia como una de las primeras actrices arriesgadas que salió a mostrar el talento venezolano en el mundo, sus ojos de fuego, sus actuaciones, su estampa inconfundible y su presencia en la pantalla chica la hicieron eterna.

## Cine
- 1950, Ritmos del Caribe
- 1951, Víctimas del pecado
- 1951, A.T.M. A toda máquina!
- 1952, ¿Qué te ha dado esa mujer?
- 1953, Luz en el páramo
- 1954, Nosotros los pobres
- 1962, Martín Santos el llanero
- 1974, La quema de Judas como La Garza
- 1976, Sagrado y obsceno
- 1977, El pez que fuma como La Garza
- 1978, El rebaño de los ángeles como Argelia Agudo
- 1978, Trampa Inocente
- 1979, La muchacha de las bragas de oro
- 1980, La casa del paraíso
- 1980, Historia de Mujeres
- 1983, La casa de agua
- 1985, Pacto de Sangre
- 1985, La Hora del tigre como Señorita Amanda
- 1987, Ratón en ferretería
- 1988, Profundo
- 1988, Mestizo

## Telenovelas
- 1954, Camay. (RCTV)
- 1967, Donde No Llega El Sol.
- 1967, Sacrificio.
- 1970, Cristina. (RCTV) - Dolores
- 1975, La trepadora. (RCTV) - Adelaida
- 1977, Residencia de señoritas. (RCTV) -
- 1977, La hija de Juana Crespo. (RCTV) - Juana Crespo
- 1981, Elizabeth. (RCTV) - Jimena
- 1983, Ángela del Infierno. (VTV) -
- 1984, La Brecha. (VTV)
- 1985, Tres destinos, tres amores. (VTV)